# Antonius Salamanca-Hoyos
Antonius Salamanca-Hoyos, auch Anton von Hoyos, (* um 1506; † 1551 in Conegliano) war Bischof von Gurk.

## Biografie
Antonius Salamanca-Hoyos, gebürtiger Spanier, war der Bruder von Juan de Hoyos, kaiserlicher Oberst und Rat. Dieser war mit Karl V. von Spanien nach Deutschland gekommen und begründete den österreichischen Zweig der Adelsfamilie Hoyos. Er war bereits Koadjutor des Bistums Gurk unter Bischof Hieronymus Balbi, als er dessen Bistum 1526 zunächst als Administrator übernahm. Der hochgebildete und mehrere Sprachen sprechende Salamanca-Hoyos hielt sich die erste Zeit seiner Regierung zu Studienzwecken in Pisa auf und suchte erst 1539, 14 Jahre später, in Rom um Erlaubnis an zum Bischof geweiht zu werden. Am 13. November 1539 wurde dazu die Genehmigung erteilt. Zunächst erhielt er in Venedig die niederen Weihen, am 1. Februar 1540 wurde er Subdiakon, einen Tag darauf Diakon. Die Weihe erteilte der von den Protestanten aus Schweden vertriebene Erzbischof Johannes Magnus Gottus von Uppsala, der sich gerade in Venedig aufhielt. Eine Bischofsweihe ist nicht belegt, doch trat er ab März 1540 als Bischof – zuvor nur als Administrator – auf.
Seine Regierung fiel in die Zeit, als sich auch in den österreichischen Ländern der Protestantismus ausbreitete und der Bischof wurde von König Ferdinand I. aufgefordert, mit gottesfürchtigen Predigern gegen die Irrlehren vorzugehen.
Bischof Antonius zeigte großes Interesse an wirtschaftlichen Belangen und es gelang ihm das stark verschuldete Bistum wenigstens zum Teil wieder zu entlasten.
Während der Regierungszeit von Bischof Hoyos kam es zwischen dem Salzburger Erzbischof und König Ferdinand I. im Jahr 1535 zu einem Vertrag, der die zukünftige Besetzung des Gurker Bischofs regelte. Der Vertrag blieb bis zum Untergang des Habsburger-Reiches im Jahr 1918 gültig.
Auf der Reise zum Konzil von Trient wurde der Bischof in Conegliano (Küniglon) in Venetien von seinem Kammerdiener ermordet, angeblich weil er diesen nicht bezahlen wollte. Er wurde in der dortigen Kirche Santa Maria beigesetzt.